# Niemegk
Niemegk ist eine Stadt im Süden des Landkreises Potsdam-Mittelmark in Brandenburg. Sie ist Sitz des gleichnamigen Amtes, dem weitere drei Gemeinden angehören.

## Geografie
Die Stadt Niemegk liegt zwischen Hohem Fläming und Belziger Vorfläming in einer Höhenlage von 69 bis 148 m NHN östlich der Plane. Durch das Stadtgebiet fließen mit dem Buffbach, einem linken Zufluss der Plane, und dessen Zuflüssen Funderbach und Adda mehrere Gewässer. Das Stadtgebiet liegt auf einer Grundmoräne der Saaleeiszeit. Das südliche Stadtgebiet reicht bis zu den Endmoränen und der Eisrandlage der Saaleeiszeit hinauf. Im Norden, Südosten, Südwesten und Westen ist die Stadt von Wäldern, dem Niemegker Wald und dem Hohenwerbiger Wald, umschlossen.
Die restliche unbebaute Fläche wird nicht zuletzt der für brandenburgische Verhältnisse hohen Bodenfruchtbarkeit wegen landwirtschaftlich genutzt. Nördlich von Niemegk stößt man auf offengelassene Sandvorkommen. Östlich der Stadt befinden sich Tonvorkommen, die noch abgebaut werden. 2005 wurde ebenfalls östlich der Stadt ein größerer Windpark in Betrieb genommen, dessen Windräder als Landmarke weithin über die Höhen des Flämings sichtbar sind. Im Territorium befinden sich eiszeitbedingt viele Findlinge, Lesesteine und Lesesteinhaufen sowie Steinriegel mit der Funktion natürlicher Schutzwaldstreifen. Niemegk liegt teilweise im Bereich des Naturparks Hoher Fläming.

## Stadtgliederung
Zur Stadt Niemegk gehören die bewohnten Gemeindeteile Hohenwerbig und Lühnsdorf sowie der Wohnplatz Werdermühle.

## Geschichte

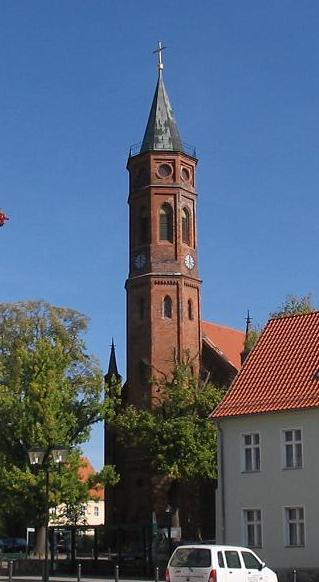
Kirche St. Johannis, rechts Robert-Koch-Haus

Südöstlich der heutigen Bahnhofstraße befand sich in frühgeschichtlicher Zeit eine Burgwallanlage, eine Fundstätte mittelslawischer und frühdeutscher Keramik, die heute jedoch überbaut ist. Die Ersterwähnung Niemegks als Burgward ist auf 1161 datiert und taucht im 12. und 13. Jahrhundert in den Formen Nymik, Niemeke und um 1441 Nymegk in Urkunden auf. Der Name stammt mit hoher Wahrscheinlichkeit vom niederländischen Nijmegen (um 1100  Niumago) ab. Niemegk stand unter dem Schutz des Deutschen Ritterordens, welcher seit 1227 die Komturei Dahnsdorf (Komthurmühle) besaß. Nichtsdestotrotz sollte erwähnt sein, dass es sich bei dem Namen auch um die Slawische Bezeichnung für Deutsche handelt, also ein Ort im überwiegend slawischen Siedlungsgebiet, in dem sich Deutsche niederließen. Die Zuwanderung aus Flandern steht dabei nicht im Widerspruch, denn Deutsch, Dutch und Flämisch bedeutete früher dasselbe. Niemegk in seiner slawische Wurzel bedeutet in etwa der „Nicht Sprechende“. Der Ort ist im Ursprung ein Haufendorf mit dem Status eines Burgfleckens, welcher 1228 Stadtrecht erwarb und sich im Laufe des 13. Jahrhunderts planmäßig an einer Nord-Süd-Achse (Großstraße) zu einer Stadt mit Marktplatz entwickelte.
Die heute nicht mehr vorhandene Burg wurde 1441 letztmals als Schloss erwähnt und über Jahrhunderte hinweg als Haus Niemegk betitelt. Nach 1526 schenkte Kaiser Karl V. dieses Gut dem neu geadelten sächsischen Kanzler Gregor (von) Brück, dieser wiederum überreichte dies später einem seiner jüngsten Söhne, Philipp von Brück  († August 1616). Zeitweise bestanden zwei Rittergüter am Ort, der Edelhof, sowie das Seelen`sche Gut. Dieser Gutsbesitz war dann über zwei Generationen im Besitz der hugenottischen Familie von François. Erworben wurde es durch Heirat der Luise von Brück (1747–1791), Tochter der Charlotte von Bülow-Quitzobel und des Wolf von Brück auf Niemegk, mit August von François, kgl. poln. und kurfürstlich sächs. Kapitän (Hauptmann), 1774 zu Wien nobilitiert. Letzte Vertreter seines Adelsgeschlecht wurden Wilhelm von François (1771–1820) sowie sein jüngerer Bruder Ludwig von François-Kocksdorf (1777–1857), liiert mit Klementine von Zeschau. 1822 wurde die Gutsflächen an die Stadt Niemegk verkauft, es verblieb lediglich das kleine Herrenhaus und ein gesondert angelegtes Erbbegräbnis. Wieder durch Heirat kam es zu einem erneuten Besitzerwechsel des Gutshauses samt Zubehör. Bertha von François (1818–1904) verheiratete sich mit Friedrich von Oppen-Jütrichau (1812–1888). So gelangte der dazugehörige kleine Restgutsbezirk zur Selbstbewirtschaftung in das Eigentum der Familie von Oppen, die eine genealogische Unterlinie Niemegk herausbildete. 1861 war der Rittergutsbesitzer von Oppen Schiedsmann der Stadt Niemegk. In den zwei im 19. Jahrhundert publizierten Matrikeln der Rittergüter durch Karl Friedrich Rauer findet Niemegk keine Erwähnung mehr. 1908 ließ die Familie von Oppen an das neu errichtete Herrenhaus wieder eine Inschrift anbringen, welche heute nicht mehr vorhanden ist: Möchten die künftigen Bewohner des Hauses mehr Freuden des Lebens erblühen, als dem Erbauer desselben. Friedrich v. François. Zuletzt in Niemegk wohnhaft war ein jüngerer Sohn der Oppens, Oberstleutnant a. D. Udo von Oppen (1851–1918) mit seiner Ehefrau Hedwig (Hete) Leo (1870–1945), aus Dahnsdorf bei Belzig stammend. Hete von Oppen starb auf der Flucht zu Kriegsende. Als Nacherbe war einst Udo von Oppen (1891–1949) vorbestimmt. Es gibt bis heute lebende Nachfahren der Niemegker Oppens.
Neben den gutsherrlichen Kleinbesitz in Niemegk bestanden u. a. 1914 noch drei weiteren landwirtschaftliche Betriebe. Der 47 ha Hof der Stadt betrieb der Kaufmann Wilh. Marthe, W. Retzgen jun., ein 59 ha Hof, und ein 53 ha Besitz betreute Bernhard Tietz.
Als kursächsische Grenzstadt wurde die Stadt oft in militärische Auseinandersetzungen verwickelt. So gab es 1400/01 Auseinandersetzungen märkischer Ritter mit Rudolf III. von Sachsen, 1416 Plünderungen durch Dietrich von Quitzow im Auftrag des Erzbischofs von Magdeburg und 1429 Plünderungen und Zerstörungen durch die Hussiten. 1547 im Schmalkaldischen Krieg nach der Schlacht bei Mühlberg fielen wallonische Regimenter des Heeres Kaiser Karls V. in Niemegk ein. Während des Dreißigjährigen Krieges standen 1618 von ursprünglich 245 Häusern im Jahre 1644 nur noch 63.
Als Ergebnis des Wiener Kongresses fiel Niemegk 1815 mit dem gesamten sächsischen Amt Belzig an Preußen (Musspreußen) und kam zum Kreis Zauch-Belzig in der Provinz Brandenburg. Zwischen 1952 und 1990 gehörte Niemegk zum Kreis Belzig im DDR-Bezirk Potsdam, bis 1993 im Land Brandenburg.

## Bevölkerungsentwicklung
| Jahr | Einwohner |
| ---- | --------- |
| 1875 | 2 304     |
| 1890 | 2 250     |
| 1910 | 2 427     |
| 1925 | 2 386     |
| 1933 | 2 436     |
| 1939 | 2 979     |

| Jahr | Einwohner |
| ---- | --------- |
| 1946 | 3 257     |
| 1950 | 3 192     |
| 1964 | 2 744     |
| 1971 | 2 676     |
| 1981 | 2 714     |
| 1985 | 2 649     |

| Jahr | Einwohner |
| ---- | --------- |
| 1990 | 2 530     |
| 1995 | 2 408     |
| 2000 | 2 368     |
| 2005 | 2 262     |
| 2010 | 2 058     |
| 2015 | 2 006     |

| Jahr | Einwohner |
| ---- | --------- |
| 2020 | 2 005     |
| 2021 | 2 042     |
| 2022 | 2 034     |
| 2023 | 2 025     |
| 2024 | 2 038     |

Gebietsstand des jeweiligen Jahres, Einwohnerzahl: Stand 31. Dezember (ab 1991), ab 2011 auf Basis des Zensus 2011, ab 2022 auf Basis des Zensus 2022

## Politik

### Stadtverordnetenversammlung

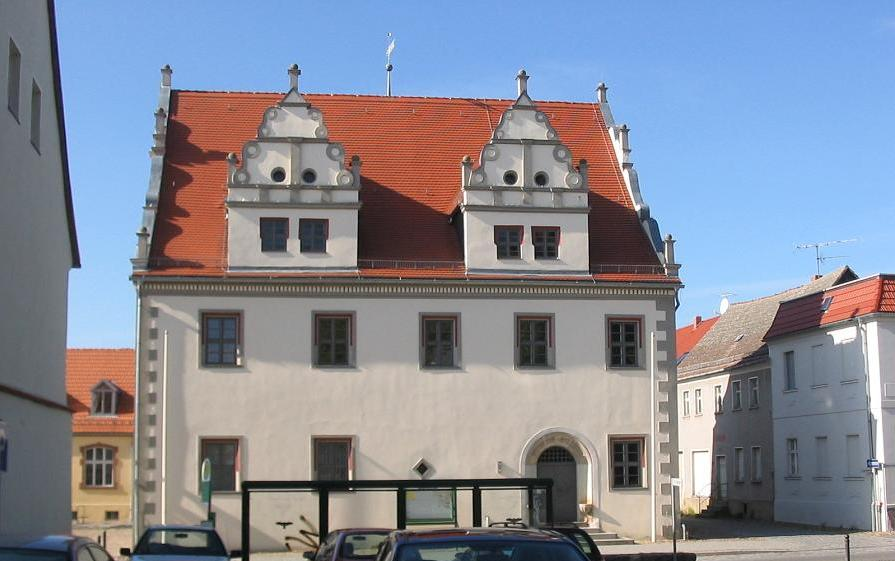
Rathaus

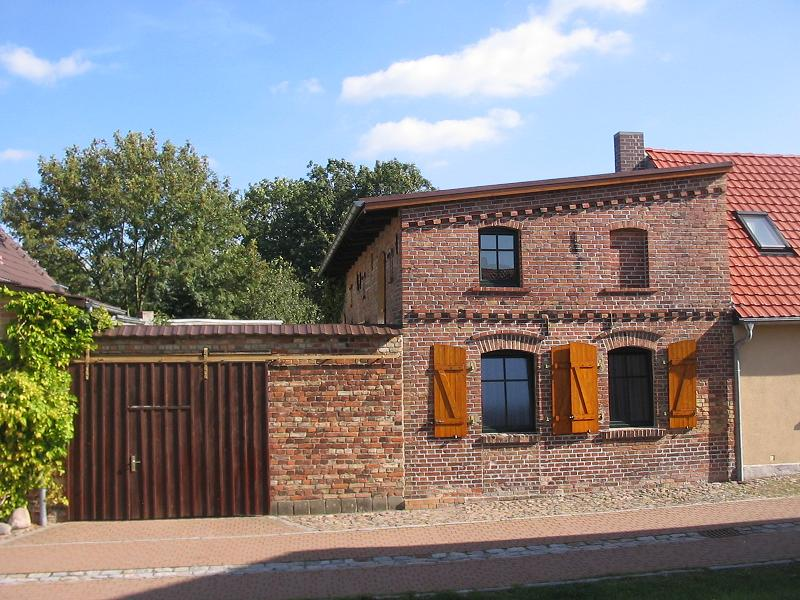
Alter Hof

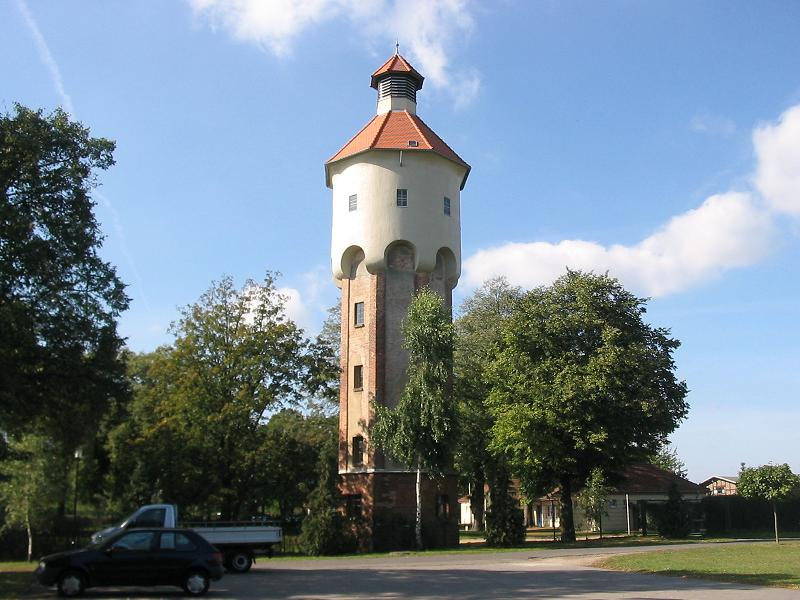
Baudenkmal Wasserturm

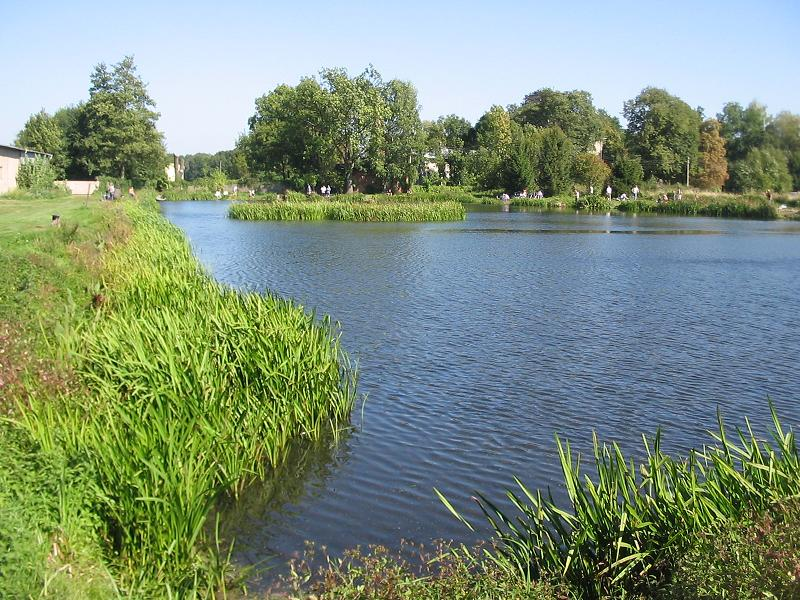
Fischteiche an der Werdermühle, Plane

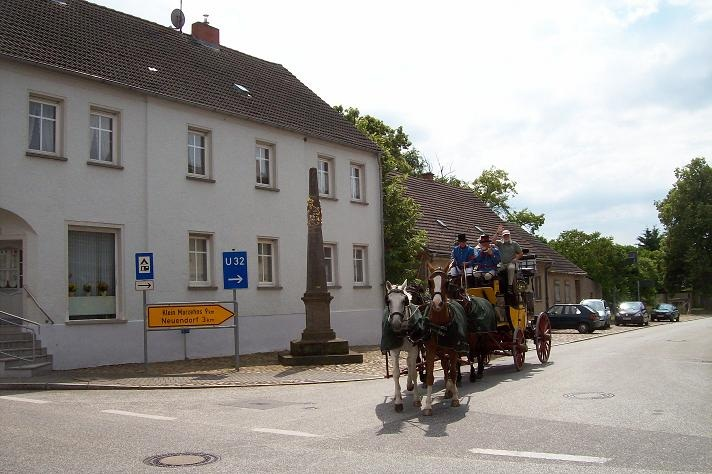
Kursächsische Postmeilensäule mit Postkutsche

Die Stadtverordnetenversammlung von Niemegk besteht entsprechend der Einwohnerzahl der Stadt aus 12 Stadtverordneten und dem ehrenamtlichen Bürgermeister. Die Kommunalwahl am 9. Juni 2024 führte bei einer Wahlbeteiligung von 84,0 % zu folgendem Ergebnis:
| Partei / Wählergruppe                                  | Stimmenanteil 2019 | Sitze 2019 |  | Stimmenanteil 2024 | Sitze 2024 |
| ------------------------------------------------------ | ------------------ | ---------- |  | ------------------ | ---------- |
| Zukunft Niemegk                                        | 26,7 %             | 3          |  | 51,4 %             | 5          |
| CDU                                                    | 13,7 %             | 2          |  | 27,1 %             | 2          |
| SPD                                                    | 34,9 %             | 4          |  | 13,9 %             | 1          |
| Brandenburger Vereinigte Bürgerbewegungen/Freie Wähler | 14,4 %             | 2          |  | 07,6 %             | 1          |
| Die Linke                                              | 03,9 %             | 1          |  | –                  | –          |
| Einzelbewerberin Ines Maager                           | 03,8 %             | –          |  | –                  | –          |
| Bündnis 90/Die Grünen                                  | 02,6 %             | –          |  | –                  | –          |
| Insgesamt                                              | 100 %              | 12         |  | 100 %              | 9          |

Bei der Wahl 2024 entfielen auf die Wählergruppe Zukunft Niemegk sechs Sitze, von denen einer unbesetzt bleibt, weil die Wählergruppe nur fünf Kandidaten nominiert hatte. Auf die CDU entfielen vier Sitze, von denen zwei unbesetzt bleiben, weil die Partei nur zwei Kandidaten nominiert hatte.

### Bürgermeister
- 1487: Ambrosius Amelang
- 1534: Matthäus Amelang
- 1595: Matthäus Amelang
- 1614: Friedrichen Haseluff
- 1648: Christian Görns
- 1669: Daniel Sandmann
- 1672–1685: Andreas Heinrichsen
- 1685–1690: Christian Joachim Pauly
- 1695: Martin Lezens
- 1709–1711: Andreas Schilling
- 1725–1726: Johann Theodorti Heesens
- 1738–1739: Wilhelm Daniel Sartorii
- 1742: Andreen Lezens
- 1746–1752: Johann Wilhelm Heinscovius
- 1756: Christoph Friedrich Birthner
- 1768: Benjamin Gottlob Franke
- 1778–1783: Emanuel Gottlieb Goßmann
- 1789: Carl August Poppenberg
- 1791–1798: Johann Friedrich Kuhlo
- 1802: Otto Friedrich Vogel
- 1804–1808: Carl August Poppenberg
- 1808: Otto Friedrich Vogel
- 1815: Burkhardt
- 1831: Küstenmacher
- 1838: Krüger
- 1840: Jänichen
- 1857: Brüning
- 1861–1871: Friedrich Schüler
- 1871–1874: Wilhelm Hochberg
- 1874–1877: Lübeck
- 1877–1880: Johannes Paul Gotthilf Basche
- 1880–1884: Wilhelm Wallbaum
- 1884–1904: Albert Lehmann
- 1905–1916: August Schneider
- 1917–1937: Paul Temming (SPD)
- 1938–1945: Werner Gutschmidt (NSDAP)
- 1945: Fritz Liebmann
- 1945: Arthur Sasse (KPD)
- 1945: Karl Zimmermann (KPD)
- 1946–1948: Friedrich Haseloff (CDU)
- 1948–1951: Hermann Ranneberg (CDU)
- 1951–1953: Georg Henke (SED)
- 1953–1955: Ilse Leithold (SED)
- 1955–1957: Herbert Weiland (SED)
- 1957–1961: Reinhold Nützel (CDU)
- 1961–1965: Heinrich Kolter (CDU)
- 1995: Walter Schabrodt (CDU)
- 1966–1990: Siegfried Dalitz (CDU)
- 1990–1993: Rudolf Richter (SPD)
- 1993–2014: Eckehard Zorn (SPD)
- 2014–2024: Hans-Joachim Linthe (SPD)[21]
- seit 2024: Klemens Wiegand (parteilos)[22]

Wiegand wurde bei der Bürgermeisterwahl am 9. Juni 2024 bei einem Gegenkandidaten mit 54,7 % der gültigen Stimmen zum ehrenamtlichen Bürgermeister gewählt. Seine Amtszeit beträgt fünf Jahre.

### Wappen
| Wappen von Niemegk | Blasonierung: „In Silber eine bewurzelte grüne Eiche mit goldenen Früchten, deren Stamm von zwei Schilden beseitet ist, rechts mit dem brandenburgischen (in Silber ein golden-bewehrter und rot-gezungter roter Adler mit goldenen Kleestengeln auf den Flügeln) und links mit dem sächsischen Wappen (neunmal von Schwarz und Gold geteilt und überdeckt von einem schrägen grünen Rautenkranz).“                                           |
| Wappen von Niemegk | Wappenbegründung: Das Wappen wurde 2012 erneuert, weil es nicht den heraldischen Grundsätzen entsprach. Im alten Wappen stand anstelle des brandenburgischen Wappenschildchens eine Eichel. Mit dem Schild Sachsens wird an die kursächsische Vergangenheit der Stadt erinnert. Das Adlerwappen nimmt Bezug auf die heutige Zugehörigkeit zum Land Brandenburg. Das Wappen wurde am 12. Juni 2012 durch das Ministerium des Innern genehmigt. |

Historisches Wappen
| altes Wappen von Niemegk | Blasonierung: „In Silber auf grünem Hügel ein natürlicher Eichbaum, begleitet vorn von einem schwebenden Schildchen, neunmal von Schwarz und Gold geteilt, belegt mit einem schrägen grünen Rautenkranz, hinten von einer gestürzten grünen Eichel mit zwei Blättern.“ |
| altes Wappen von Niemegk | Wappenbegründung: Das Wappenbild entstand Ende des 13. Jahrhunderts als Siegelbild. Es zeigte ursprünglich einen Eichbaum zwischen einem Helm und dem sächsischen Rautenschild. Nach 1358 erschien die Umschrift SIGILLVM CIVITATIS NYEMIK. Aus dem Helm wurde später eine Eichel. Der Eichenbaum ist ein redendes Bild (eke = Eiche). Die Eichel soll den einstigen Reichtum Niemegks mit den sommergrünen Laubgehölzen in der weitgehend von Kiefernforsten dominierten Umgebung hervorheben. |

### Flagge
Die Flagge ist Grün – Weiß – Grün – Weiß – Grün (1:1:1:1:1) gestreift und mittig mit dem Stadtwappen belegt.

## Sehenswürdigkeiten und Kultur
In der Liste der Baudenkmale in Niemegk und in der Liste der Bodendenkmale in Niemegk stehen die in der Denkmalliste des Landes Brandenburg eingetragenen Kulturdenkmale.
- Rathaus aus der Spätrenaissance, 1570 erbaut, trägt typische Züge und Elemente thüringisch-obersächsischer Renaissance
- Stadtkirche St. Johannis, neugotische Emporenhallenkirche aus Backstein (1853) nach einem Entwurf von Friedrich August Stüler. In der Kirche befinden sich ein Altartriptychon und Apsisfenster mit Glasgemälden von Gerhard Olbrich aus dem Jahre 1953
- Kursächsische Postdistanzsäule von 1725 am ehemaligen Wittenberger Tor, 1967 rekonstruiert
- Kloster in der Großstraße 50, 1628 zum Bürgerhaus umgebaut, ursprünglicher Zweck unbekannt
- Robert-Koch-Haus in der Großstraße 69 mit Gedenktafel, angeregt durch den Tbc-Forscher Wilhelm Roloff. Robert Koch betrieb hier 1868/1869 eine Arztpraxis, die er wie sein Vorgänger wegen fehlender Patienten bald wieder aufgab.[27] Die Grundschule ist nach Koch benannt.[28]
- Kulturhaus, seit 2010 privat geführt, wird vom Neuen Volkstheater Fläming e. V. mit Laientheater, Jugend- und Kindertheater sowie Gastensembles bespielt.

## Wirtschaft und Infrastruktur

### Verkehr
Der Personenverkehr auf der Bahnstrecke Belzig–Niemegk–Treuenbrietzen wurde 1962 eingestellt. Die nächstgelegenen Bahnhöfe befinden sich in Bad Belzig und Treuenbrietzen.
Der öffentliche Personennahverkehr wird unter anderem durch den PlusBus des Verkehrsverbund Berlin-Brandenburg sowie dem Landesnetz Sachsen-Anhalt erbracht. Folgende Verbindungen führen, betrieben von der Regiobus Potsdam-Mittelmark und Vetter Verkehrsbetriebe, durch Niemegk:
- Linie X2: Bad Belzig ↔ Niemegk ↔ Kropstädt ↔ Lutherstadt Wittenberg
- Linie 582: Bad Belzig ↔ Niemegk ↔ Rietz ↔ Treuenbrietzen

Niemegk ist über die gleichnamige Autobahnanschlussstelle an die Bundesautobahn 9 Berlin–München angebunden. Durch den Nordteil der Stadt verläuft – ohne den Stadtkern zu berühren – die Bundesstraße 102, über die die Kreisstadt Bad Belzig sowie die Nachbarstadt Treuenbrietzen erreicht werden können. Die Landesstraße 82  führt über Hohenwerbig und Zeuden nach Marzahna an der Bundesstraße 2, die L 83 über Neuendorf nach Straach in Sachsen-Anhalt. Kreisstraßen verbinden die benachbarten Orte.

### Staatliche Einrichtungen
1930 wurde in Niemegk das Adolf-Schmidt-Observatorium für Geomagnetismus gegründet. Es führt die 1890 in Potsdam begonnenen Messungen des Erdmagnetfeldes weiter. Das Observatorium wird seit 1992 vom Deutschem GeoForschungsZentrum (GFZ) betrieben. Das Observatorium ist Mitglied des Intermagnet-Programms.
Als geografische Referenzpunkte bei den magnetischen Messungen dienen der Kirchturm und der Wasserturm von Niemegk.

## Persönlichkeiten

Friedrich von Stein

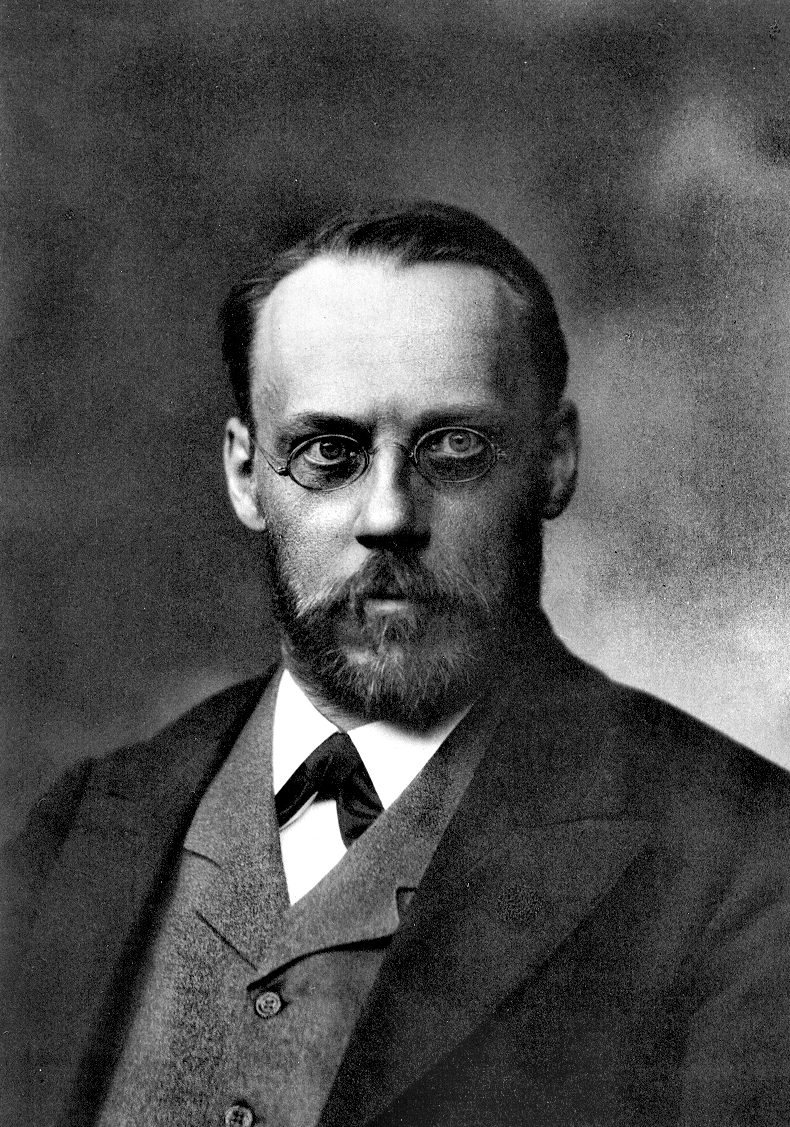
Adolf Schmidt

### Ehrenbürger
- 2009: Siegfried Dalitz (1925–2012), langjähriger Bürgermeister und Ortschronist
- 2020: Fritz Moritz (* 1943), Chronist des Ortsteils Lühnsdorf und langjähriger Amtswehrführer[32]

### Söhne und Töchter der Stadt
- Balthasar Menz der Jüngere (um 1537–1617), Historiker
- Karl von François (1785–1855), preußischer General
- Friedrich von Stein (1818–1885), Zoologe
- Martin Anton Niendorf (1826–1878), Schriftsteller und Politiker
- Joachim Prochno (1897–1945), Archivar
- Dieter Appelt (* 1935), Fotograf

### Mit der Stadt verbundene Persönlichkeiten
- Georg Belitz (1698–1751), evangelischer Geistlicher und Schriftsteller
- Gottfried Wilhelm Baer (1811–1873), Orgelbauer in Niemegk
- Julius Bartels (1899–1964), Geophysiker, hatte als Direktor des Geophysikalischen Instituts Potsdam starke Verbindungen zum Adolf-Schmidt-Observatorium für Geomagnetismus[33]
- Robert Koch (1843–1910), Mediziner und Mikrobiologe, 1868/1869 als Allgemeinarzt mit Praxis in Niemegk tätig
- Adolf Schmidt (1860–1944), Geophysiker, veranlasste den Bau des Adolf-Schmidt-Observatoriums in Niemegk
- Gerhard Fanselau (1904–1982), Geophysiker, Leiter des Observatoriums Niemegk
- Karl-Heinz Pahling (1927–1999), Streikführer in Niemegk und Belzig beim Aufstand des 17. Juni 1953 in der DDR
- Lothar Graap (* 1933), Kantor und Komponist, Kirchenmusiker in Niemegk